# سی‌سی‌جی‌اس لئونارد جی. کاولی
سی‌سی‌جی‌اس لئونارد جی. کاولی (به انگلیسی: CCGS Leonard J. Cowley) یک کشتی است که طول آن ۷۲ متر (۲۳۶ فوت ۳ اینچ) می‌باشد. این کشتی  در سال ۱۹۸۴ ساخته شد.